# ARKEN

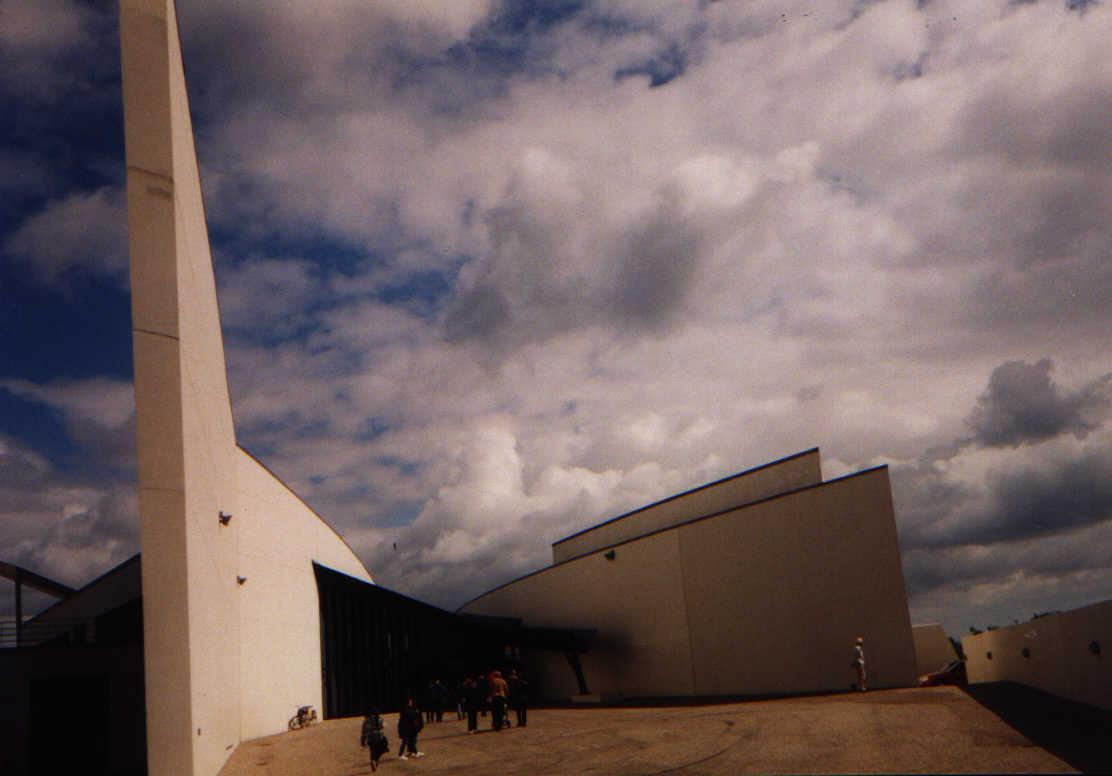
ARKEN, il Museo per l'Arte Moderna a Ishøj, nei pressi di Copenaghen

ARKEN è un museo d'arte moderna di Copenaghen, situato a sud della città nel quartiere di Ishøj. Inaugurato nel marzo del 1996, in occasione della nomina di Copenaghen come capitale europea della cultura, è uno dei più recenti progetti culturali della città. Progettista dell'opera è l'architetto danese Søren Robert Lund.
Nell'edificio, che ha l'insolita forma di una nave (da cui il nome Arken, L'Arca), vengono ospitate oltre a numerose mostre ed esposizioni di arte moderna e design, anche iniziative ed attività artistiche e culturali.
Il museo copre oltre 9.200 m quadrati di superficie, suddivisa in spazi riservati alle esposizioni, al cinema, al teatro e ad una caffetteria, dalle cui vetrate si possono ammirare le dune di sabbia della vicina spiaggia.